# The World Needs a Hero
| 전문가 평가                      | 전문가 평가 |
| 평가 점수                        | 평가 점수   |
| 출처                             | 점수        |
| -------------------------------- | ----------- |
| AllMusic                         | [ 2 ]       |
| Brave Words & Bloody Knuckles    | 7.5/10      |
| Collector's Guide to Heavy Metal | 7/10        |
| Metal Forces                     | 7/10        |
| Q                                | [ 6 ]       |
| The Rolling Stone Album Guide    | [ 7 ]       |
| Rock Hard                        | 7/10        |
| Sputnikmusic                     | [ 9 ]       |

《The World Needs a Hero》는 미국의 스래시 메탈 밴드 메가데스의 아홉 번째 스튜디오 음반으로, 2001년 5월 15일, 생츄어리 레코드에서 발매되었다. 이전 음반 《Risk》 (1999년)의 비평가 및 상업적 실패 이후, 《The World Needs a Hero》는 더 무거운 음악적 방향으로의 전환을 상징했다. 이후, 음반은 발매와 동시에 빌보드 200 차트에서 16위에 올랐다.
이 음반은 메가데스가 이전 소속사인 캐피틀 레코드와 결별한 이후 새롭게 생츄어리 레코드를 통해 발매한 두 장의 스튜디오 음반 중 첫 번째 작품이다. 드러머 지미 디그라소가 참여한 두 장의 스튜디오 음반 중 마지막이며, 베이시스트 데이비드 엘렙슨이 참여한 마지막 음반으로, 이후 《Thirteen》 (2011년)까지 복귀하지 않았다. 또한 기타리스트 알 피트렐리가 참여한 유일한 음반이며, 2002년 메가데스의 잠정적인 해체 이전에 발표된 마지막 음반이기도 하다. 한편, 이 음반은 1990년 《Rust in Peace》 이후 처음으로 밴드의 마스코트인 빅 래틀헤드가 커버에 등장하며, 1994년 《Youthanasia》 이후 처음으로 메가데스의 고전 로고가 사용된 작품이기도 하다.
57분 49초의 기록으로, 《The World Needs a Hero》는 《The Sick, the Dying... and the Dead!》 (2022년)까지 메가데스의 가장 긴 음반이었다. 또한 메가데스의 가장 긴 노래인 〈When〉이 9분 14초로 기록되어 있다.

## 배경 및 제작
1999년, 메가데스는 여덟 번째 스튜디오 음반 《Risk》를 발매했다. 이 음반은 밴드의 음악적 방향성이 급격히 바뀌었다는 점에서 주목할 만했으며, 1990년대 전반에 걸쳐 점점 더 주류의 성공을 추구해왔던 시도의 정점이었다. 이러한 경향은 《Countdown to Extinction》 (1992년)부터 시작되었다. 《The World Needs a Hero》는 밴드가 스래시 메탈의 뿌리로 돌아가는 스타일의 전환점을 나타낸다. 또한 이 음반은 보도자료에서 《Risk》에 대한 "해독제"로 언급되기도 했다. 그러나 여러 음악 평론가들은 이 음반이 이전 음반들에서 이어진 상업적인 감각을 여전히 일부 유지하고 있다고 평했다.
프론트맨 데이브 머스테인은 음반 제목 《The World Needs a Hero》가 전형적인 록 스타에 대한 개념에서 비롯된 것이라고 설명했다. 그는 과거 액슬 로즈가 전통적인 록 스타의 이미지를 무너뜨렸다는 자신의 발언에 대한 질문을 받고 머스테인은 "사람들은 영웅을 원해요. 대부분의 밴드들은 그냥 평범한 사람들처럼 보여요. 주유소 유니폼 같은 옷을 입고, 이상한 머리를 하고 말이죠. 그런데 사람들은 '이들이 유명하진 않지만, 그래도 내 밴드야'라고 말할 수 있는 그런 존재를 원한다고 생각해요."라고 설명했다. 이어서 그는 당시의 많은 록 밴드들이 외형과 사운드 모두 비슷하다고 지적하며, 음악계에는 영웅이 필요하다고 덧붙였다. 또한, 그는 당시 음악 씬의 개성 부족을 언급하며, 1980년대의 아이언 메이든과 주다스 프리스트 같은 메탈 밴드들이 보여줬던 강렬한 이미지와 비교했다.
또 다른 인터뷰에서 머스테인은 음반 제목에 대해 보다 직설적인 해석을 내놓았다. 전쟁과 자연재해와 같은 뉴스의 부정적인 이야기에 대해 머스테인은 당시 전 세계가 지구상의 다양한 문제를 해결할 영웅이 필요하다고 추론했다.
휴 사임의 음반 커버에는 1979년 영화 《에이리언》을 연상시키는 메가데스의 마스코트 빅 래틀헤드가 머스테인의 가슴에서 터져 나오는 모습이 담겨 있다.

## 곡 목록
모든 곡들은 특별한 언급이 없는 한 데이브 머스테인에 의해 작사/작곡하였다.
| #   | 제목                            | 작사·작곡             | 재생 시간 |
| --- | ------------------------------- | --------------------- | --------- |
| 1.  | 〈Disconnect〉                  |                       | 5:20      |
| 2.  | 〈The World Needs a Hero〉      |                       | 3:52      |
| 3.  | 〈Moto Psycho〉                 |                       | 3:06      |
| 4.  | 〈1000 Times Goodbye〉          |                       | 6:25      |
| 5.  | 〈Burning Bridges〉             |                       | 5:20      |
| 6.  | 〈Promises〉                    | 머스테인, 알 피트렐리 | 4:28      |
| 7.  | 〈Recipe for Hate... Warhorse〉 |                       | 5:18      |
| 8.  | 〈Losing My Senses〉            |                       | 4:40      |
| 9.  | 〈Dread and the Fugitive Mind〉 |                       | 4:25      |
| 10. | 〈Silent Scorn〉 (기악)         |                       | 1:42      |
| 11. | 〈Return to Hangar〉            |                       | 3:59      |
| 12. | 〈When〉                        |                       | 9:14      |